# Potentilla saxifraga
Potentilla saxifraga är en rosväxtart som beskrevs av Honoré Jean Baptiste Ardoino och De Not.. Potentilla saxifraga ingår i Fingerörtssläktet som ingår i familjen rosväxter. Inga underarter finns listade i Catalogue of Life.